# Bayana
Bayana és una ciutat del districte de Bharatpur al Rajasthan, Índia fundada llegendàriament per l'asura Banasur que va viure en temps de Krishna i del que la seva filla Usha es va casar amb Anirudh (net de Shri Krishna). Està situada prop de la riba del Gambhir a uns 45 km al sud-oest de Bharatpur (ciutat). Té una població (2001) de 33.504 habitants.

## Història
El seu antic nom fou Sripatha o Sriprashtha o Shantipura. Un nombrós grup de monedes antigues foren descobertes a la comarca el 1946 a 11 km de la ciutat. El 373 el rei varika Vishnuvardhan (o Vishnu Vardhana), que era feudatari de Samudra Gupta, va erigir a Bayana un pilar de sacrificis amb una inscripció.
Als primers anys del segle xi va lluitar a la zona els gaznèvida Masud Salar, germà o nebot suposat de Mahmud de Gazni, que va conquerir Karauli, la capital dels rajputs jadons, si bé només temporalment. El fort de Bijaigarh (Vijaygarh o Badalgarh Kot) a 3 km al sud-oest de la ciutat, que inclou diversos temples i el pilar de Vishnuvardhan abans esmentat, fou construït pel rajput jadon Raja Bijai Pal vers el 1043. El 1046 Chittralekha esposa del sobirà kachhawa Mangala Raja de Gwalior (fill de Vazradama, mort en batalla contra Mahmud de Gazni poc després de l'any 1000) va construir el temple de Vixnú dedicat a Usha la filla de Krishna. El fort de Bijaigarh fou assaltat per Abu Bakr Kandahari, que el va ocupar; la seva tomba encara es conserva a Bayana.
Al final del segle xii (1196) va passar al sultanat de Delhi quan la va conquerir Muizz al-Din Muhammad el virrei (i després sultà) gúrida. Sikandar Lodi la va ocupar el [1492]. Durant un temps fou capital d'una província de la qual Agra era un dels pobles secundaris.
El 1526 Baber assenyala a la fortalesa de Bijaigarh com la més famosa de l'Índia. El 1527 Rana Sanga i Hasan Khan Mewati van aconseguir en aquest lloc una victòria parcial abans de la derrota a la batalla de Khanwa (a uns 35 km de Bayana i a uns 50 d'Agra). Humayun, fill de Baber la va ocupar el 1535. A la ciutat Baber va renunciar a l'alcohol i en commemoració es va erigir la mesquita de "Talaqani Masjid"; Baber també va construir una "Jhajhri" que es conserva.
Va passar als jats al segle xviii i fou part del principat de Bharatpur. Sota protectorat britànic fou capçalera del tahsil del mateix nom a l'estat de Bharatpur amb una població el 1901 de 6.867 habitants.